# Karsten Ayong
Karsten Ayong (* 20. Januar 1998 in Ombessa, Kamerun) ist ein tschechisch-kamerunischer Fußballspieler.

## Karriere

### Verein
Karsten Ayong erlernte das Fußballspielen in den tschechischen Jugendmannschaften von SK Hostivař, ABC Braník, Slavia Prag, Dynamo Budweis und dem 1. FK Příbram. Bei Příbram unterschrieb er am 1. Juli 2016 auch seinen ersten Vertrag. Der Verein aus Příbram spielte in der ersten tschechischen Liga. Am Ende der Saison musste er mit dem Verein als Tabellenletzter in die zweite Liga absteigen. In der ersten Liga stand er elfmal auf dem Spielfeld. Am Ende der Saison wurde er mit dem Verein Vizemeister und stieg direkt wieder in die erste Liga auf. Nach dem Aufstieg wechselte er von Ende August 2018 bis Dezember 2018 auf Leihbasis zum polnischen Erstligisten Piast Gliwice. Für den Klub aus Gliwice stand er einmal in der ersten Liga auf dem Rasen. Nach der Ausleihe ging er in die Slowakei, wo er einen Vertrag beim DAC Dunajská Streda in Dunajská Streda unterschrieb. Für den Erstligisten stand er bis Saisonende einmal in der Liga auf dem Spielfeld. Im Juli 2019 kehrte er nach Tschechien zurück. Hier nahm ihn der FK Dukla Prag für zwei Jahre unter Vertrag. Für den Zweitligisten aus Prag absolvierte er 45 Zweitligaspiele. Nach Vertragsende war er von Juli 2021 bis Mitte Dezember 2021 vertrags- und vereinslos. Mitte Dezember 2021 zog es ihn nach Asien, wo er in Thailand einen Vertrag beim Drittligisten MH Khon Surat City FC unterschrieb. Mit dem Klub aus Surat Thani spielt er in der Southern Region der dritten Liga.

### Nationalmannschaft
Karsten Ayong spielte 2017 zweimal im Rahmen der U20 Elite League für die tschechische U20-Nationalmannschaft.

## Erfolge
1. FK Příbram
- Fotbalová národní liga: 2017/28 (Vizemeister)  ▲